# Ròsis
Ròsis (en francès Rosis) és un municipi occità del Llenguadoc, de la regió d'Occitània, al departament de l'Erau.